# Chusquea valdiviensis
Chusquea valdiviensis är en gräsart som beskrevs av Étienne-Émile Desvaux. Chusquea valdiviensis ingår i släktet Chusquea och familjen gräs. Inga underarter finns listade i Catalogue of Life.

## Bildgalleri

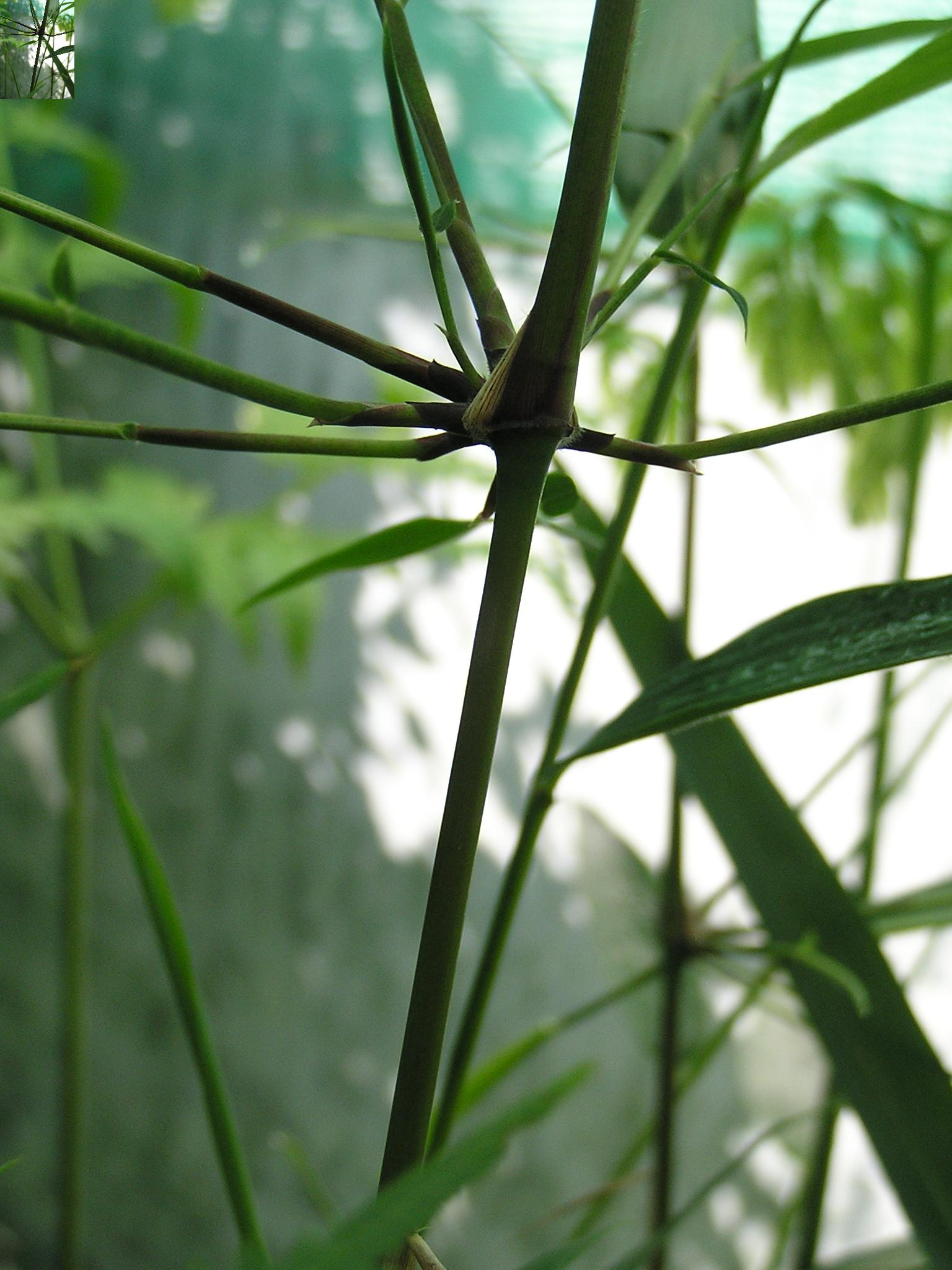